# Poa schistacea
Poa schistacea är en gräsart som beskrevs av Elizabeth Edgar och Henry Eamonn Connor. Poa schistacea ingår i släktet gröen, och familjen gräs. Inga underarter finns listade i Catalogue of Life.